# فحوى
 الفحوى 
في علم اللغة هي من أقسام الدلالة. قيل مرادف للمفهوم خلافا للمنطوق.
‍قال بعضهم: الألفاظ إما أن تدل بمنطوقها أو بفحواها ومفهومها أو باقتضائها وضرورتها أو بمعقولها المستنبط منها، [...] فالأول دلالة المنطوق والثاني دلالة المفهوم والثالث دلالة الاقتضاء والرابع دلالة الإشارة.
يقال فحى بكلامه إلى كذا إذا ذهب إليه.

‍
وقال المناوي الفحوى هو مفهوم الموافقة بقسميه الأولى والمساوي، وقيل: هو تنبيه اللفظ على المعنى من غير نطق به كقوله تعالى فلا تقل لهما أف

## وجه التسمية
‍ الفاء والحاء والحرف المعتل كلمة واحدة. منها الفحا أبزار القدر. يقال فح قدرك. فأما فحوى الكلام فهو ما ظهر للفهم من مطاوي الكلام ظهور رائحة الفحاء من القدر، كفهم الضرب من الأف.

## حاشية(المراجع والشروحات)
1. ↑  
http://lisaan.net/%d8%a7%d9%84%d9%85%d9%86%d8%b7%d9%88%d9%82/#c58b34744e98e50ee8f94577c29e0612
2. ↑  
http://lisaan.net/%d9%81%d8%ad%d9%88/#7c8fdefb3e526a54e57d4955e32a78a4
3. ↑  
http://lisaan.net/%d9%81%d8%ad%d9%88/#7c8fdefb3e526a54e57d4955e32a78a4
4. ↑  
http://lisaan.net/%d9%81%d9%8e%d8%ad%d9%8e%d9%88%d9%8e/#31617bfc0b0b0ac0be76afe59b8b0c6d